# 遞運所
遞運所，明清掌管在外運遞糧物事務的衙門。

## 歷代沿革

### 明代[1]
郵傳，在京師曰會同館，在外曰驛，曰遞運所。
遞運所設大使一人，副使一人，掌運遞糧物。洪武九年始置。先是在外多以衞所戍守軍士傳送軍囚，朱元璋以其妨礙練習守禦，命兵部增置各處遞運所，以便遞送。設大使、副使各一人，驗夫多寡，設百夫長領。後汰副使，革百夫長。

### 清代[2]
遞運所大使、康熙三十八年省。